# Epiblema cretana
Epiblema cretana is een vlinder uit de familie bladrollers (Tortricidae). De wetenschappelijke naam is voor het eerst geldig gepubliceerd in 1941 door Osthelder.
De soort komt voor in Europa.